# Chinnicka rectangularis
Chinnicka rectangularis är en insektsart som beskrevs av Kenneth Hedley Lewis Key 1976. Chinnicka rectangularis ingår i släktet Chinnicka och familjen Morabidae. Inga underarter finns listade i Catalogue of Life.